# Arpi (jezioro)
Arpi (orm. Արփի լիճ) – słodkowodne jezioro leżące w północno-zachodniej części Armenii, w prowincji Szirak. Objęte konwencją ramsarską. Ostoja ptaków IBA. Jezioro stanowi część Parku Narodowego „Arpi licz”.

## Warunki naturalne
Jezioro słodkowodne, leży na wysokości 2021 m n.p.m. Powstało przez spiętrzenie rzeki Achurian pokrywając mniejsze, naturalne jezioro (4,5 km²), stanowiące dawniej początek tej rzeki. Okoliczne krajobrazy obejmują górski step z przewagą trawiastej roślinności. W okolicy jeziora znajdują się mokradła. W zbiorniku występują znaczne wahania poziomu wody, odsłaniając lub podtapiając obszary wzdłuż linii brzegowej, w tym dwie niewielkie (2 i 4 ha) wyspy.

## Ochrona
Jezioro jest objęte konwencją ramsarską od 6 lipca 1993; oprócz jeziora do obszaru Ramsar zaliczono dwa okoliczne mokradła i jedną podmokłą łąkę. Od 2008 roku BirdLife International uznaje jezioro za ostoję ptaków IBA. Wymienia jeden gatunek, który zaważył na tej decyzji, mewę romańską (Larus michahellis). Ponadto w okolicy jeziora lub na jego wyspach występują mewa armeńska (Larus armenicus), pelikan kędzierzawy (Pelecanus crispus), bocian czarny (Ciconia nigra), ohar (Tadorna tadorna), żuraw zwyczajny (Grus grus), derkacz zwyczajny (Crex crex).